# REM

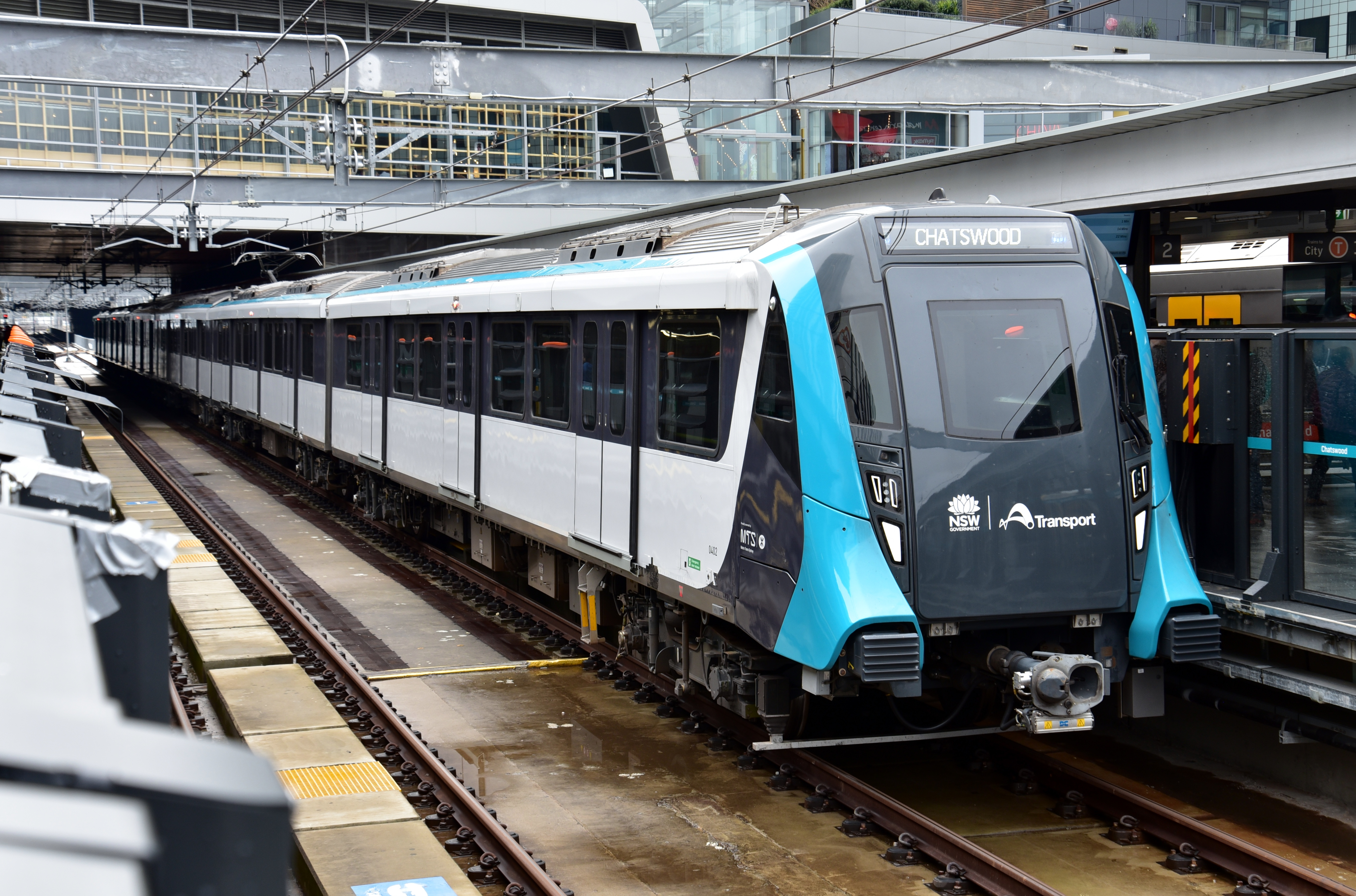
REM будет использовать автоматизированные поезда Alstom Metropolis, аналогичные тем, которые используются для Сиднейского метрополитена.

REM (сокращение от Réseau express métropolitain «экспресс-сеть метрополитена», ранее известная как Réseau électrique métropolitain) — система скоростного легкого метро, которая строится в районе Большого Монреаля вокруг Монреаля, Квебек, Канада. Система свяжет несколько пригородов с центром Монреаля через Центральный вокзал.

## Проект
Проект включает преобразование существующей линии пригородной железной дороги Deux-Montagnes по стандартам легкого метро (в настоящее время эта линия входит в состав сети Exo, соединяющей Монреаль с пригородами). Станция в международном аэропорту Монреаль-Трюдо будет конечной точкой одной из четырёх ветвей.
Предполагается, что система легкого метро длиной в 67 км обойдётся в 6.5 млрд канадских долларов. Она будет независимой от существующего Монреальского метрополитена, которым управляет транспортная компания STM, но будет связана с метро через пересадочные станции. Ожидается, что поезда в сети будут полностью автоматизированы и без водителя, так что REM станет четвёртой по длине автоматизированной транспортной системой в мире после сингапурского Mass Rapid Transit, ванкуверского SkyTrain и Дубайского метро.
15 июня 2017 года правительство Канады пообещало выделить 1,28 млрд долларов на финансирование проекта таким образом, полностью обеспечив финансовую часть REM. В тот же день было объявлено, что строительство объекта начнется в конце 2017 года. 1 декабря 2017 года CDPQ продлил тендерный процесс по проекту до конца января 2018 года, сославшись на необходимость дополнительных обсуждений с участниками торгов.
Подготовительные работы начались в конце марта 2018 года. 12 апреля 2018 года проект официально стартовал.
REM будет состоять из 26 станций на трех ветках. Двенадцать из этих станций в настоящее время находятся на линии Deux-Montagnes пригородной электрички Exo и станут частью REM после переоборудования линии (закрытой в настоящее время) на стандарты лёгкого метро. Некоторые существующие станции были переименованы с момента запуска проекта.

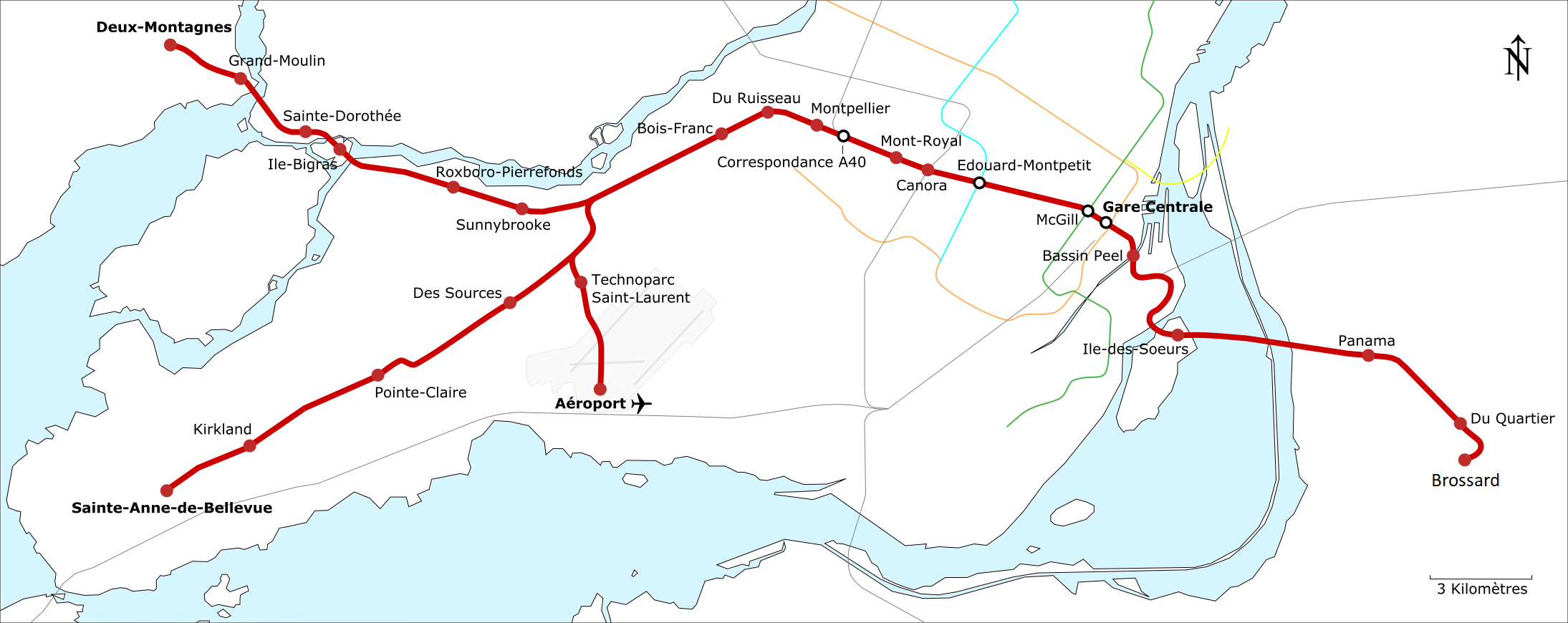
Система и станции REM. Тонкими цветными линиями обозначены существующие линии Монреальского метрополитена. Серыми линиями обозначена сеть пригородных поездов Exo.

## Текущее состояние
По состоянию на середину 2024 г. функционировали 5 станций (от главного вокзала — Gare Centrale, до Brossard, в соседнем г. Лаваль через реку, за исключением недостроенной станции между вокзалом и Ile-des-Soeurs). Полностью открыть систему предполагается к осени 2025 года.